# 142857
142857 sind die sechs sich wiederholenden Ziffern eines Siebtels: {\displaystyle 1/7=0{,}{\overline {142\,857}}}.

## Analytik
Die Zahl Hundertzweiundvierzigtausendachthundertsiebenundfünfzig (dezimal 142.857) ist im Dezimalsystem die bekannteste zyklische Zahl. Wird sie mit 2, 3, 4, 5 oder 6 multipliziert, so ist das Ergebnis eine zyklische Permutation ihrer selbst und wird den sich wiederholenden Ziffern von 2/7, 3/7, 4/7, 5/7 bzw. 6/7 entsprechen.
Sechsstellige Zahlen mit gleichen Eigenschaften gibt es auch in anderen Basen, gegeben durch (Basis6 − 1)/7. Beispiele sind 186A35 im Duodezimalsystem und 3A6LDH im Quadrivigesimalsystem (Basis 24).
142.857 ist außerdem die 25. Kaprekar-Zahl und eine Harshad-Zahl (teilbar durch ihre Quersumme, beides im Dezimalsystem).

## Rechenbeispiele
1 × 142.857 = 142.857
2 × 142.857 = 285.714
3 × 142.857 = 428.571
4 × 142.857 = 571.428
5 × 142.857 = 714.285
6 × 142.857 = 857.142
7 × 142.857 = 999.999
Wenn man mit einer ganzen Zahl größer sieben multipliziert, gibt es eine einfache Methode, um zu einer zyklischen Permutation von 142857 zu kommen: Indem man die sechs rechten Ziffern, also Einer bis Hunderttausender, zu den übrigen Ziffern addiert und diesen Vorgang wiederholt, bis weniger als sechs Ziffern übrigbleiben, wird man zu einer zyklischen Permutation von 142857 gelangen.
142857 × 8 = 1142856
1 + 142856 = 142857
142857 × 815 = 116428455
116 + 428455 = 428571
1428572 = 142857 × 142857 = 20408122449
20408 + 122449 = 142857
Multiplikation mit einem Vielfachen von 7 wird durch diesen Prozess 999999 ergeben.
142857 × 74 = 342999657
342 + 999657 = 999999
Wenn man die letzten drei Ziffern quadriert und das Quadrat der ersten drei Ziffern subtrahiert, wird man ebenfalls eine zyklische Permutation der Zahl erhalten.
8572 = 734449
1422 = 20164
734449 − 20164 = 714285
Dies ist der sich wiederholende Teil in der Dezimalexpansion (Repräsentation im Dezimalsystem) der rationalen Zahl {\displaystyle 1/7=0{,}{\overline {142\,857}}}. Daher sind Vielfache eines Siebtels nur wiederholte Kopien der entsprechenden Vielfachen von 142857.
1 ÷ 7 = 0,142857
2 ÷ 7 = 0,285714
3 ÷ 7 = 0,428571
4 ÷ 7 = 0,571428
5 ÷ 7 = 0,714285
6 ÷ 7 = 0,857142
7 ÷ 7 = 0,999999 = 1
8 ÷ 7 = 1,142857
9 ÷ 7 = 1,285714
usw. …

## 1/7 als unendliche Summe
Es gibt Strukturen, die mit Hilfe von Verdopplung, Verschiebung und Addition 1/7 als unendliche Summe darstellen.
{\displaystyle {\begin{aligned}1/7\ &=0{,}142857142857142857\ldots \\[6pt]&=0{,}14+0{,}0028+0{,}000056+0{,}00000112+0{,}0000000224+0{,}000000000448+0{,}00000000000896+\cdots \\[6pt]&={\frac {14}{100}}+{\frac {28}{100^{2}}}+{\frac {56}{100^{3}}}+{\frac {112}{100^{4}}}+{\frac {224}{100^{5}}}+\cdots +{\frac {7\times 2^{N}}{100^{N}}}+\cdots \\[6pt]&=\left({\frac {7}{50}}+{\frac {7}{50^{2}}}+{\frac {7}{50^{3}}}+{\frac {7}{50^{4}}}+{\frac {7}{50^{5}}}+\cdots +{\frac {7}{50^{N}}}+\cdots \right)\\[6pt]&=\sum _{k=1}^{\infty }{\frac {7}{50^{k}}}\end{aligned}}}
Jeder Term ist gleich dem verdoppelten und um zwei Stellen nach rechts verschobenen vorherigen Term.
Auch durch eine kombinierte Verschiebung um eine Stelle und eine Verdreifachung lässt 1/7 darstellen:
{\displaystyle {\begin{aligned}1/7\ &=0{,}1+0{,}03+0{,}009+0{,}0027+0{,}00081+0{,}000243+0{,}0000729+\cdots \\[6pt]&={\frac {3^{0}}{10^{1}}}+{\frac {3^{1}}{10^{2}}}+{\frac {3^{2}}{10^{3}}}+{\frac {3^{3}}{10^{4}}}+{\frac {3^{4}}{10^{5}}}+\cdots +{\frac {3^{N-1}}{10^{N}}}+\cdots \\\end{aligned}}}

## Bedeutung im Enneagramm
Im Enneagramm (etwa dem des Vierten Wegs von Georges I. Gurdjieff) werden die neun Punkte des Kreises in der Folge 142857 verbunden. Dies veranschaulicht, dass, wenn man eine natürliche Zahl, die kein Vielfaches von 7 ist, durch 7 teilt, die Nachkommastellen immer die periodische Ziffernfolge 142857 bzw. allgemein {\displaystyle {\tfrac {n}{7}}} für jede natürliche, nicht durch 7 teilbare Zahl {\displaystyle n} enthalten.